# United States Army Institute of Heraldry
L'United States Army Institute of Heraldry (Institut d'héraldique du département de l'armée), ou The Institute of Heraldry, est une organisation militaire du Bureau de l'assistant administratif du secrétaire de l'Armée (Office of the Administrative Assistant to the Secretary of the Army) chargé de fournir des services héraldiques au président des États-Unis et à toutes les agences du gouvernement fédéral. Le Titre 18 du Code des États-Unis, chapitre 33, section 704, et le titre 32 du Code des réglementations fédérales, partie 507, permettent à l'institut d'émettre des directives sur la manière dont les insignes militaires sont présentés, sur les critères de délivrance et sur la manière dont les insignes seront portés sur les uniformes militaires.
Les activités de l'Institut d'héraldique englobent la recherche, la conception, le développement, la normalisation, le contrôle de la qualité et d'autres services relatifs aux articles symboliques officiels - sceaux, décorations, médailles, insignes, badges, drapeaux et autres articles attribués au personnel et aux agences du gouvernement fédéral ou autorisés à être portés ou affichés officiellement par eux. Des services limités de recherche et d'information concernant les objets symboliques officiels sont également fournis au grand public. L'Institut d'héraldique est situé au 9325 Gunston Road, Fort Belvoir, Virginie, une installation militaire dans le district militaire de Washington de l'armée américaine. L'institut emploie 22 civils du département de l'Armée .

## Histoire

### Heraldic Program Office (Bureau du programme héraldique) - 1919-1960
Les symboles héraldiques et autres symboles militaires sont utilisés par les forces armées américaines et les agences du gouvernement fédéral depuis le début de la Révolution américaine. Cependant, il n'existait pas de programme héraldique militaire coordonné jusqu'en 1919, date à laquelle un bureau a été créé au sein de l'état-major général du ministère de la Guerre (Department of War) pour approuver et coordonner les armoiries et les insignes des organisations de l'armée. En 1924, la responsabilité officielle de l'état-major pour les dessins militaires spécifiques a été déléguée au quartier-maître général de l'Armée (Quartermaster General of the Army). Au fur et à mesure que les besoins des services militaires et du gouvernement fédéral en matière de symbolisme augmentaient, l'étendue des services fournis par le Quartermaster General a évolué pour devenir le Heraldic Program Office (Bureau du programme héraldique). L'expansion de l'armée pendant la Seconde Guerre mondiale et l'intérêt accru pour le symbolisme qui en a résulté ont contribué à la croissance de l'Office du programme héraldique. Il a été élargi par le Pub.L. 85–263, approuvé en septembre 1957, 71 Stat. 89, qui définissait l'autorité du secrétaire à l'Armée (Secretary of the Army) à fournir des services héraldiques aux départements militaires et aux autres branches du gouvernement fédéral.

### The Institute of Heraldry (L'Institut d'héraldique) - depuis 1960
L'ordre général (General order) n° 29 du Département de l'Armée, daté du 10 août 1960, a placé l'Institut d'héraldique sous le contrôle du Quartermaster General of the Army, à compter du 1er septembre 1960. L'Adjutant General a pris la responsabilité de l'Institut en 1962, lorsque le Bureau du Quartermaster General a cessé d'exister à la suite de la réorganisation de l'Armée. En 1987, une autre réorganisation a subordonné l'institut au U.S. Total Army Personnel Command (aujourd'hui U.S. Army Human Resources Command). En avril 1994, l'institut a déménagé de Cameron Station à Fort Belvoir, en Virginie. En octobre 2004, une autre réorganisation a confié la responsabilité de l'institut à l'Office de l'assistant administratif du secrétaire de l'Armée (Office of the Administrative Assistant to the Secretary of the Army), Quartier général, département de l'Armée.

## Rôles
- Approuver les modèles d'insignes distinctifs d'unité (distinctive unit insignia - DUI), d'insignes distinctifs d'unité (Regimental Distinctive Insignia - RID), insignes de manche d'épaule (shoulder sleeve insignia - SSI), d'insignes de bérets et de badges, tel qu'autorisé par le règlement de l'Armée 670-1.
- Autoriser les articles héraldiques pour les organisations de l'armée de terre américaine.
- Autoriser l'utilisation des insignes de l'armée lorsqu'ils sont incorporés dans des articles destinés à la vente commerciale.
- Concevoir et développer des insignes (branche, grade, unité), des sceaux, des médailles, des insignes, des insignes de fanfare et des drapeaux.
- Les services d'assistance technique et les services d'assistance technique sont assurés par des spécialistes de l'assistance technique.
- Fabriquer des articles d'exposition en trois dimensions.
- Surveiller le système de contrôle de la qualité héraldique conformément au règlement 672-8 de l'armée, afin de s'assurer que les articles héraldiques sont fabriqués conformément aux spécifications du gouvernement ou aux descriptions d'achat.
- Préparer les spécifications des articles héraldiques et fournir un soutien technique aux fabricants.
- Fournir aux fabricants les outils et spécifications prêtés par le gouvernement pour les articles héraldiques.

## Réalisation de l'armorial de l'Institut

The Institute of Heraldry, U.S. Army.

- notes: Les armoiries de l'Institut d'héraldique ont été concédées par le secrétaire de l'armée Stanley Resor le 27 juin 1966[3].
- Année d'adoption: 1966
- Cimier: Une couronne d'or et de gueules, chargée d'un griffon [Attitude (héraldique)|rampant] du premier.
- Écusson: D'or au chevron de gueules, au Chef de gueules Sable, un lambel du premier.
- Devise: AEGIS FORTISSIMA HONOS
(Latin pour "L'honneur est le plus fort des boucliers")
- Autres éléments: Flanquant le cimier de deux blasons, les bâtons de couleur brun clair avec des fleurons et des viroles d'argent passant derrière un écu et se prolongeant sous la devise. Le blason de gauche d'or bordée d'un compon de même et d'azur, chargée d'une étoile de la dernière, vidée d'argent; le blason droit d'or bordée d'un compon de même et de gueules, chargée d'une Rose Tudor barbelée et boutonnée de sinople.
- Symbolisme: Le chevron rouge fait référence à l'armée qui soutient et est sous la juridiction civile du Gouvernement fédéral des États-Unis représenté par l'étiquette, les trois points faisant allusion aux Exécutif, Législatif et Judiciaire. Le label indique également que l'Institut d'héraldique est le descendant direct de l'activité héraldique initialement créée en 1919 au sein de l'état-major général de l'Armée des États-Unis, transférée en 1924 au quartier-maître général de l'US Army, et réaffectée en 1962 au adjudant-général. En outre, le lambel fait référence à l'Institute of Heraldry comme étant la seule autorité héraldique aux États-Unis qui soit officiellement comparable aux institutions héraldiques de l'ancien monde et qui perpétue l'art et la science de l'héraldique dans le cadre de ses règles traditionnelles et historiques établies de longue date.

## Source
- (en) Cet article est partiellement ou en totalité issu de l’article de Wikipédia en anglais intitulé « United States Army Institute of Heraldry » (voir la liste des auteurs).